# Христианская помощь
Христианская помощь (англ. Christian Aid) — организация, работающая для поддержки устойчивого развития и гражданского общества, борьбы с бедностью и обеспечения ликвидации последствий стихийных бедствий в Южной Америке, странах Карибского бассейна, Ближнего Востока, Африки и Азии. Христианская помощь действует уже более 65 лет.
Христианская помощь заявляет, что работает в любом месте, где ощущается наибольшая потребность, независимо от религии, национальной или расовой принадлежности. Организация имеет 570 местных организаций-партнеров в 45 странах по всему миру. Штаб-квартира Christian Aid находятся в Лондоне и имеет региональные подразделения по всей Великобритании и Ирландии.
Директором Христианской помощи является Лоретта Мингелла, назначенная в 2010 году.

## Критика
Канадский политический философ Питер Халлвард в своей книге Damming the Flood обвинил Христианскую помощь в поддержке США при насильственной смене режима в Гаити в 2004 году.
Английский экономист Пол Коллиер в своей книге The Bottom Billion предполагает, что Христианская помощь глубоко дезинформировала британский электорат в 2004 и 2005 годах со своей кампанией против снижение торговых барьеров в Африке, сделав исследование, проведенное «группой научных экспертов», которыми на самом деле были два господина, не известные своим опытом в международной торговле. Он указывает, что данное исследование было глубоким заблуждением.
Некоторые из ведущих благотворительных организаций иностранной помощи в Великобритании критикуют Христианскую помощь за чрезмерные зарплаты для её руководителей.